# PlayStation (konzol)
A PlayStation (a hivatalos rövidítésén PS, de a köztudatban elterjedt még a PSone, PSX és PS1 nevek is)  egy otthoni videójáték-konzol, amit a Sony Computer Entertainment fejlesztett. A konzol 1994. december 3-án jelent meg Japánban, 1995. szeptember 9-én Észak-Amerikában.

## A megjelenés
A konzol Japánban 1994 december 4-én, Észak Amerikában 1995 szeptember 9-én, Európában 1995 szeptember 29-én jelent meg. Az első játékok fejlesztői leginkább a Namco és a Sony voltak. Az első játékok között szerepelt a Tekken, a Battle Arena Toshinden, a Warhawk, az Air Combat, a Philosoma és a Ridge Racer. A Namco játékok többsége az akkori játéktermi programok direkt átiratai voltak. Ez is nagyban hozzájárult a gép sikereihez.
A PlayStation erősségei között említhetjük a 3 dimenziós grafikát, a CD-ROM technológia által nyújtott hang és képminőséget. A Sony reklámkampányaiban szándékosan nem csak a gyerekeket, hanem az idősebb korosztályt is megszólította. A konzolozás ebben az időszakban kezdett kinőni a gyerekcipőből és tette hétköznapivá ezt a fajta szórakozást.

## Hardver

### Konzol
A PlayStationt egy 33,8688 MHz-es MIPS R3000A-kompatibilis 32 bites RISC processzor hajtja meg. 2 MiB RAM és 1 MiB videó RAM foglalt helyet az alaplapon. A gép tartalmazott egy CD-ROM meghajtót, ami kétszeres sebességű volt (300 kb/s átviteli sebességgel). A PlayStation a játékok futtatása mellett képes volt audio CD-k lejátszására is. A korai kiadású konzolokon elérhető volt a direkt audio/video kimenet, később az 1996–97 környékén megjelent gépeknél ezt egy egyedi csatlakozó váltotta fel. SCART, S-Video és RCA csatlakozós kábelekkel lehetett a tv készülékre kötni a gépet.
2000-ben megjelent a PlayStation kicsinyített kompaktabb változata a PS One. A legnagyobb különbség a méreten kívül a tápegység volt, ami nem a gépben foglalt helyet, hanem kikerült abból. Ehhez a modellhez megjelent egy felcsatolható LCD kijelző, amit használaton kívül a konzolra lehetett hajtani.

### Játékvezérlők/kontrollerek
| |                   |
| Eredeti PlayStation vezérlő. Ezt a modellt 1997-től felváltotta a Dual Analog, később a DualShock vezérlő | DualShock vezérlő |

A PlayStation konzol irányítója a megjelenésekor egyedi volt. Az elején baloldalt + alakban elhelyezett 4 iránygomb foglal helyet. Középen a select és start gombok, jobboldalt pedig a PlayStation védjegyévé vált X, kör, háromszög és négyzet gombokat találhatjuk. Az irányító legtetején a mutatóujjainkkal érhetjük el a bal oldali L1-L2 és a jobb oldali R1-R2 gombokat.
A későbbi revíziók kiegészítették a kontrollert 2 kis analóg karral és rezgéssel is. Ezek a lehetőségek hozzájárultak a precízebb és nagyobb élménnyel járó játékhoz. Az analóg karokkal a finomabb mozgások lettek elérhetők, például a kar döntésének nagyságától függött, hogy karakterünk lopakodik, sétál, vagy fut. A rezgés – eredeti nevén "Dual shock" egy újabb visszacsatolási lehetőség volt. Pl. ha egy játéknál megütik a karakterünket, vagy egy autóval lemegyünk az útról, az irányító rezgett. Jó példa erre a Gran Turismo című autószimulátor, ami kihasználta az előbbi két lehetőséget.
A konzolhoz csatlakoztatható még kormány az autószimulátorokhoz, fénypisztoly a lövöldözős játékokhoz (a legismertebb a Time Crisis), táncszőnyeg és úgynevezett arcade stick, ami a játéktermi gépekhez hasonlatos irányítást tesz lehetővé.

### Memóriakártya
A játékok mentéseit egy külső 1 MB-os egyedi csatlakozóval ellátott memóriakártyára lehet menteni. A kártya 15 blokkra van felosztva és a legtöbb játék mentésének elég volt 1 blokk. Bizonyos játékok több blokkot is elfoglalhattak. Később megjelentek az azonos, majd a nagyobb kapacitású, külső gyártók által készített memóriakártyák is.

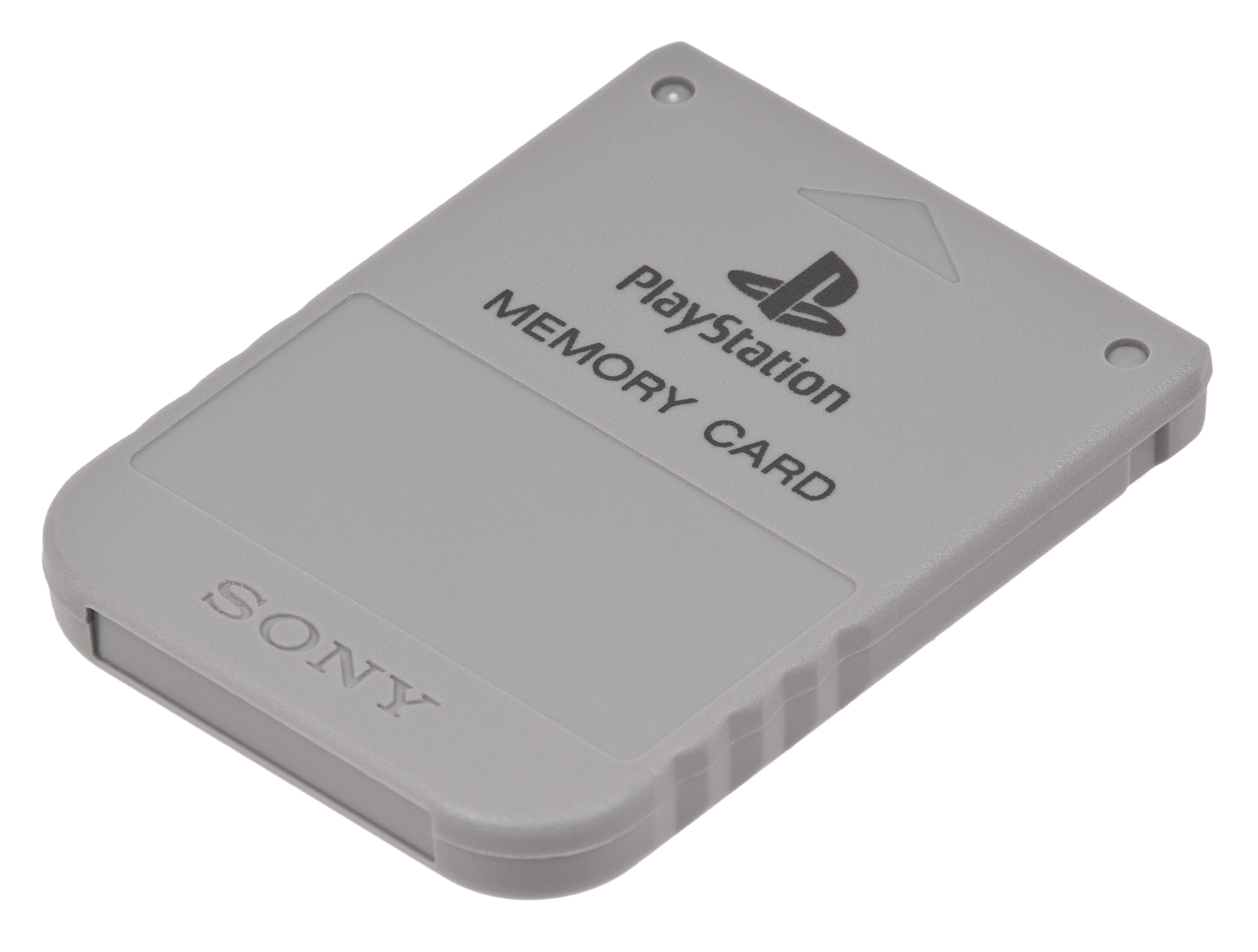
PlayStation memóriakártya

### Egyéb perifériák
| PocketStation | Több játékos adapter         | PlayStation egér | összekötőkábelek           | GunCon |
| PocketStation | PlayStation Multitap adapter | PlayStation egér | PlayStation összekötőkábel | GunCon |

## Játékok
A PlayStationre 2007. szeptember 30-ig 7918 játék jelent meg. Összesen 962 millió játékot szállítottak le 2007. március 31-ig. A játék lemezek egyedi megjelenésűek, az írott oldaluk fekete. Ezek műanyag tokja az átlagosnál vastagabb, gerincük egységes felirat stílust kapott. A szoftverek régiózárat kaptak, így csak adott régió országaiban működtek. Japán, észak-amerikai és európai régiókat hoztak létre. Ezek a régiók megkerülhetők a konzol módosításával, de ez garanciavesztéssel jár.

### A legismertebb szoftverek
A Gran Turismo a konzolra megjelent legnagyobb példányszámban eladott játék. Összesen 10,85 millió példány fogyott belőle. További sikeres címek: Crash Bandicoot, Spyro the Dragon, Resident Evil, a Metal Gear Solid, a Tekken sorozat harmadik része, a Final Fantasy VII-VIII-IX és a Silent Hill.

### Platinum kiadású szoftverek
Azok a játékok, melyek elég nagy példányszámban keltek el, azokat újra megjelentették egy olcsóbb, úgynevezett platinum kiadásban. Ezen szoftverek csomagolása más megjelenési stílust kapott. A gerincük szürke alapon fekete szöveget kapott, ellentétben a hagyományos fekete alap, fehér betű kombinációval. A Sony közleménye szerint a platinum szoftverek garantálják a minőségi játékokat, kedvező áron.

## A PlayStation utóélete
A PlayStationre megjelent játékok futtatására képesek a PlayStation 2-k és az összes PlayStation 3. Utóbbi konzol esetében a játékok egy részét letölthetjük a PlayStation Networkről 5-15 dolláros áron.
A PlayStation játékok egy része emulátorok segítségével futtatható különböző személyi számítógépeken vagy egyéb platformon is; ilyenek pl. az ePSXe vagy a PCSX. Az emulátorok nem képesek teljes mértékben megvalósítani a PlayStation funkcióit, 
ezért néhány játékot nem lehet ilyen módon futtatni.